# 방소정
방소정은 대한민국의 가수다. 2015년 싱글 《언제나 그곳에》로 데뷔했다.

## 학력
- 덕원예술고등학교 졸업
- 예음음악신학교

## 방송
- 제26회 CBS 크리스천 뮤직 페스티벌 (2015) - 작곡상

## 음반
- 언제나 그곳에 (2015)
- 제26회 CBS 크리스천뮤직페스티벌 (2016)